# Lemeu Pit
Lemeu Pit is een bestuurslaag in het regentschap Lebong van de provincie Bengkulu, Indonesië. Lemeu Pit telt 890 inwoners (volkstelling 2010).